# Ugo da Campione

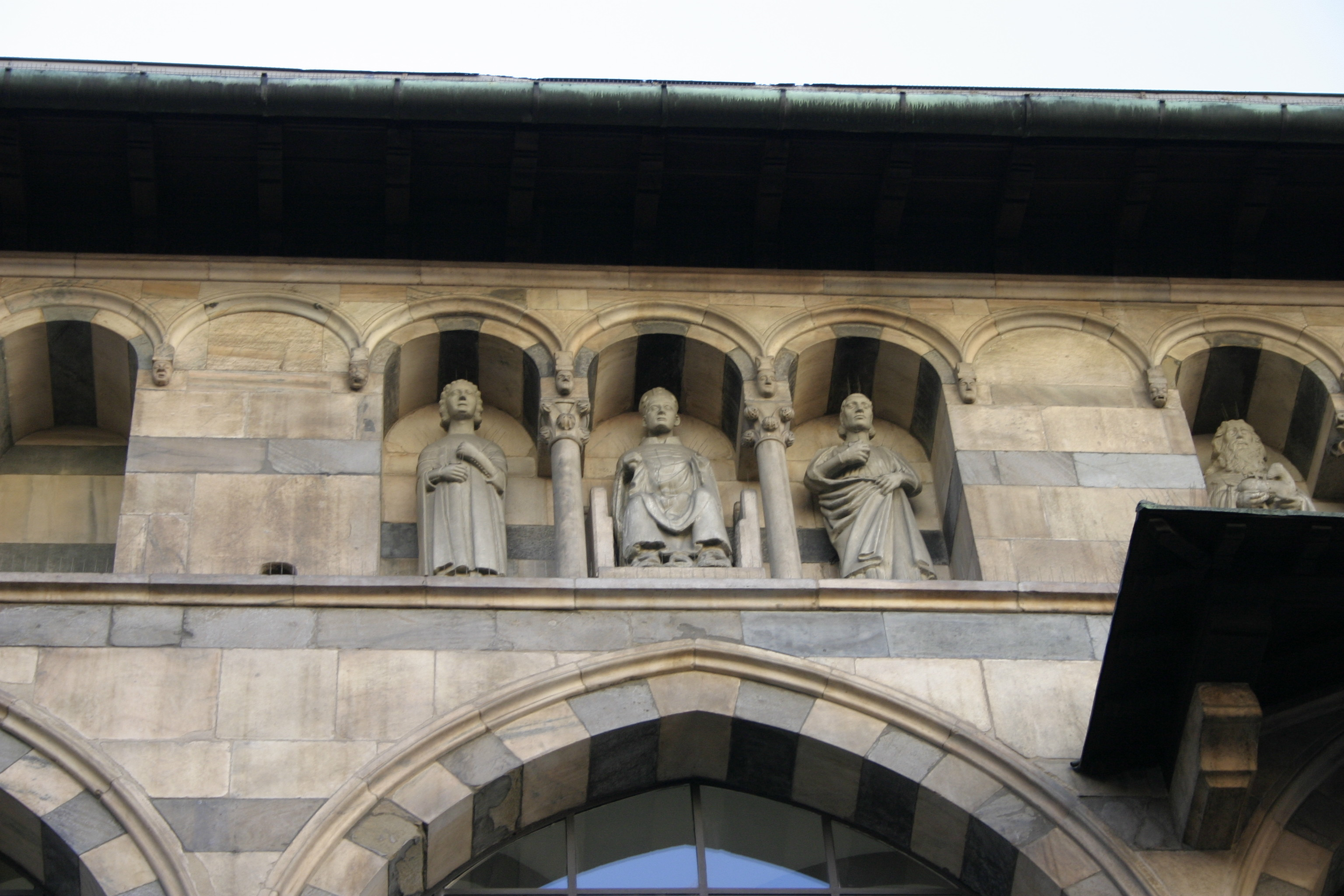
Milano, le statue della Loggia degli Osii

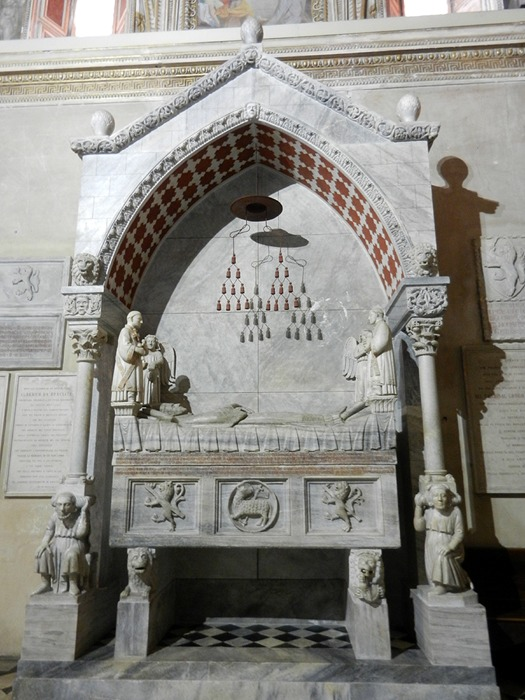
Basilica di Santa Maria Maggiore (Bergamo), tomba del cardinale Guglielmo Longhi

Ugo da Campione (Campione d'Italia, 1280 circa – 1353 circa) è stato uno scultore italiano.

## Biografia
Poche sono le notizie certe su Ugo da Campione, due sono le epigrafi che riportano il suo nome una del 1353 Iohannes filius magistri Ugi, che lo indica ancora in vita, la seconda del 1360 Iohannes filius quondam domini magistri Ugi, che lo documenta come già morto. 
Realizzò, verso il 1314, insieme al figlio Giovanni, le sculture della Loggia degli Osii, in Piazza Mercanti a Milano.
Fu autore forse anche del monumento funebre del cardinale Guglielmo Longhi degli Alessandrini,  collocato nella basilica di Santa Maria Maggiore di Bergamo.